# Texadina sphinctostoma
Texadina sphinctostoma är en snäckart som först beskrevs av Abbott och Ladd 1951.  Texadina sphinctostoma ingår i släktet Texadina och familjen tusensnäckor. Inga underarter finns listade i Catalogue of Life.